# Hotel de Wereld
El Hotel de Wereld (que en neerlandés quiere decir: «Hotel El Mundo») en Wageningen fue el sitio donde se produjo la capitulación de las tropas alemanas en los Países Bajos entre el 5 y 6 de mayo de 1945, al final de la ocupación alemana durante la Segunda Guerra Mundial. 
El 6 de mayo de 1945, el general alemán Blaskowitz se rindió al general canadiense Charles Foulkes, hecho que puso fin a la Segunda Guerra Mundial en los Países Bajos. Los generales negociaron los términos de la rendición en el Hotel de Wereld. 
Este hecho es recordado cada año.